# Train Station
Train Station es un juego de navegador en línea creado por Pixel Federation, aunque también tiene una apk para android y ios.
El juego consiste en gestionar tu propia estación enviando trenes de pasajeros y de mercancías para conseguir recursos y así mejorar tu estación y conseguir nuevos trenes, mejoras y edificios

## Tipos de trenes
- Vapor. Los de vapor que son los más comunes y los que no te dan ninguna bonificación, cuesta dinero enviarlos
- Diésel. Los de diésel son los que van con gasolina y dan una bonificación de un 40% a todo (Tanto a los de mercancía como a los de pasajeros)
- Eléctrica. Los eléctricos son todos aquellos que funciona con electricidad y tiene una bonificación de un 100% para los trenes de pasajeros
- Maglev. Los de maglev son los que van con uranio y no suelen tener capacidad pero lo bueno es que tienen un bonus de 1000
- Hyperlop. Son unos nuevos que han salido en la última actualización y funcionan con monedas y tienen una bonificación muy alta

## Tipos de vagones
Hay tres tipos de vagones.
- Pasajeros. Hay tres tipos... Los de pasajeros que a cambio de gente te dan dinero. Los de correos que se encargan de transportar el correo hasta un punto y a cambio te dan dinero y los combinados que son aquellos que llevan tanto a pasajeros como al correo
- Mercancías. Hay muchos tipos... El de madera, el de clavos, el de ladrillos, el de cristal, el de acero, el de grava, el de combustible, el de u-235

## Materiales
Estos materiales pueden ser obtenidos a través de los trenes a vapor, diésel y maglev.
- Madera
- Clavos
- Ladrillos
- Cristal
- Combustible
- Acero
- Grava
- U-235
- Cemento
- Caucho
- Carbono
- Titanio
- Mármol
- Cables
- Plásticos
- Silicio

Los nuevos materiales incluidos en la última actualización de eras, donde se incluyó la era hyperloop son los siguientes:
- Litio
- Aerogel
- Nanotubos
- Neodimio
- Wolframio
- Bórax
- Xenón
- Bismuto